# Мурланд (Индијана)
Мурланд (енгл. Mooreland) град је у америчкој савезној држави Индијана.

## Демографија
По попису из 2010. године број становника је 375, што је 18 (-4,6%) становника мање него 2000. године.
| Група             | 2000.       | 2010.       |
| Белци             | 384 (97,7%) | 359 (95,7%) |
| Афроамериканци    | 0 (0,0%)    | 0 (0,0%)    |
| Азијати           | 0 (0,0%)    | 0 (0,0%)    |
| Хиспаноамериканци | 7 (1,8%)    | 6 (1,6%)    |
| Укупно            | 393         | 375         |